# Roslagsbro IF
Roslagsbro IF är en idrottsförening i Norrtälje kommun, som grundades den 11 augusti 1929. Föreningen bedriver huvudsakligen fotboll men även friidrott och skidåkning utövas.

## Fotboll
Roslagsbro IF tog sig till division 3 för första gången någonsin efter att ha vunnit sin kvalgrupp i oktober 2023. Tidigare under samma säsong hade klubben även tagit sig till andra omgången i Svenska cupen, där de ställdes mot allsvenska IF Brommapojkarna. Matchen förlorades med 0-5 inför över tusen åskådare på Vårlyckan.

### Säsonger
| Säsong | Nivå   | Division   | Sektion        | Placering | Upp- eller nedflyttning                     |
| ------ | ------ | ---------- | -------------- | --------- | ------------------------------------------- |
| 2017   | Nivå 9 | Division 7 | Uppland Östra  | 2         | Uppflyttning                                |
| 2018   | Nivå 8 | Division 6 | Uppland Östra  | 5         |                                             |
| 2019   | Nivå 8 | Division 6 | Uppland Östra  | 2         | Uppflyttning                                |
| 2020   | Nivå 7 | Division 5 | Uppland Norra  | 9         |                                             |
| 2021   | Nivå 7 | Division 5 | Uppland Södra  | 3         |                                             |
| 2022   | Nivå 7 | Division 5 | Uppland Södra  | 1         | Uppflyttning                                |
| 2023   | Nivå 6 | Division 4 | Uppland        | 2         | Kvalspel för uppflyttning - Uppflyttning    |
| 2024   | Nivå 5 | Division 3 | Norra Svealand | 9         | Kvalspel för nedflyttning - Ej nedflyttning |
| 2025   | Nivå 5 | Division 3 | Norra Svealand |           |                                             |